# 血色利齒脂鯉
血色利齒脂鯉，為輻鰭魚綱脂鯉目脂鯉亞目狼牙脂鯉科的其中一個種，分布於南美洲亞馬遜河、奧里諾科河及其支流流域，體長可達100公分，棲息在河川中底層水域，夜行性，屬肉食性，以魚類及無脊椎動物等為食，生活習性不明，可做為觀賞魚。